# جاك بيرك (دراج)
جاك بيرك (بالفرنسية: Jack Burke)‏ (و. 1995  م) هو راكب دراجة هوائية كندي، ولد في تورونتو، مركز لعبه هو متخصص التسلق ‏.

## سباقات أو مراحل فاز بها
| التاريخ        | السباق                              | المركز                                           |
| -------------- | ----------------------------------- | ------------------------------------------------ |
| 30 مارس 2017   | 2017 Joe Martin Stage Race, Stage 1 | الثامن في التصنيف العام                          |
| 31 مارس 2017   | 2017 Joe Martin Stage Race, Stage 2 | التاسع في التصنيف العام                          |
| 01 أبريل 2017  | 2017 Joe Martin Stage Race, Stage 3 | التاسع في التصنيف العام                          |
| 02 أبريل 2017  | 2017 Joe Martin Stage Race          | التاسع في التصنيف العام                          |
| 04 سبتمبر 2017 | طواف ألبرتا 2017                    | الأول في تصنيف أفضل شاب، السادس في التصنيف العام |
| 19 أغسطس 2018  | كولورادو كلاسيك 2018                | الثاني في تصنيف أفضل شاب                         |

## روابط خارجية
- جاك بيرك على موقع الاتحاد الدولي للدراجات (الإنجليزية)
- جاك بيرك على موقع أرشيف الدراجات (الإنجليزية)
- جاك بيرك على موقع إحصائيات الدراجات الإحترافية (الإنجليزية)
- جاك بيرك على موقع نسبة الدراجات (الإنجليزية)